# Карик на Шуру
Карик на Шуру (енгл. Carrick-on-Suir, ир. Carraig na Siúire) је значајан град у Републици Ирској, у јужном делу државе. Град је у саставу округа округа Типерари, где је највеће градско средиште у његовом јужном делу.

## Природни услови
Град Карик на Шуру се налази у јужном  делу ирског острва и Републике Ирске и припада покрајини Манстер. Град је удаљен 165 километара југозападно од Даблина. 
Карик на Шуру је смештен у бреговитом подручју средишње Ирске, на реци Шур. Надморска висина средишњег дела града је око 10 метара.
Клима: Клима у Карику на Шуру је умерено континентална са изразитим утицајем Атлантика и Голфске струје. Стога град одликује блага и веома променљива клима.

## Историја
Подручје Карика на Шуру било насељено већ у време праисторије. Дато подручје је освојено од стране енглеских Нормана у крајем 12. века.
Карик на Шуру је од 1921. године у саставу Републике Ирске. Опоравак града започео је тек последњих деценија, када је град поново забележио нагли развој и раст.

## Становништво
Према последњим проценама из 2011. године. Карик на Шуру је имао близу 6 хиљада становника. Последњих година број становника у граду се лагано повећава.
- Старо језгро Карика на Шуру
- Римокатоличка Црква Св. Фрање
- Дворац Ормонд